# Représentations diplomatiques de la Nouvelle-Zélande

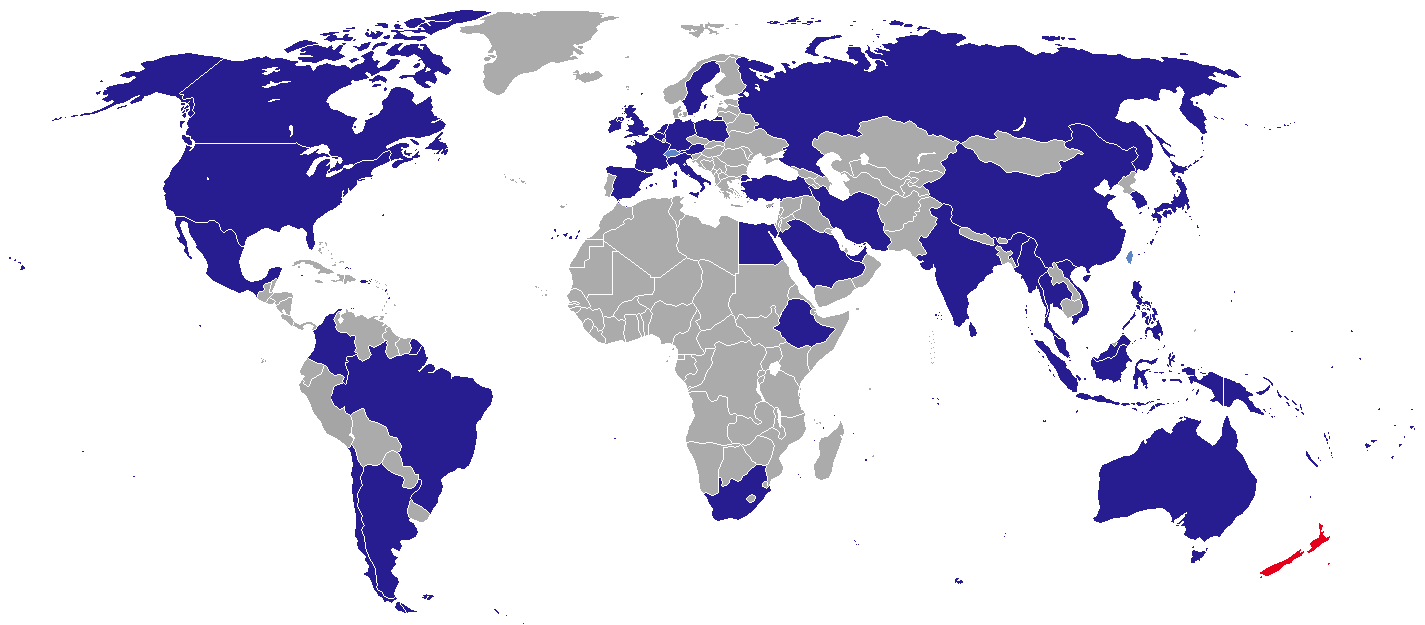
Représentations diplomatiques de Nouvelle-Zélande

Voici les représentations diplomatiques de Nouvelle-Zélande à l'étranger :

## Afrique
- Afrique du Sud
  - Pretoria (haute commission)
- Égypte
  - Le Caire (ambassade)
- Éthiopie
  - Addis-Abeba (ambassade)

## Amérique
- Argentine
  - Buenos Aires (ambassade)
- Brésil
  - Brasília (ambassade)
  - São Paulo (consulat général)
- Canada
  - Ottawa (haute commission)
  - Vancouver (bureau commercial)
- Chili
  - Santiago du Chili (ambassade)
- Colombie
  - Bogota (ambassade)
- États-Unis
  - Washington (ambassade)
  - Honolulu (consulat général)
  - Los Angeles (consulat général)
  - New York (consulat général)
- Mexique
  - Mexico (ambassade)

## Asie
- Arabie saoudite
  - Riyad (ambassade)
- Birmanie
  - Yangon (ambassade)
- Chine
  - Pékin (ambassade)
  - Canton (consulat général)
  - Chengdu (consulat général)
  - Hong Kong (consulat général)
  - Shanghai (consulat général)
- Corée du Sud
  - Séoul (ambassade)
- Émirats arabes unis
  - Abou Dabi (ambassade)
  - Dubaï (bureau commercial)
- Inde
  - New Delhi (haute commission)
  - Mumbai (consulat général)
- Indonésie
  - Jakarta (ambassade)
- Iran
  - Téhéran (ambassade)
- Japon
  - Tokyo (ambassade)
- Malaisie
  - Kuala Lumpur (haute commission)
- Philippines
  - Manille (ambassade)
- Singapour
  - Singapour (haute commission)
- Sri Lanka
  - Colombo (Haut Commissariat)
- Taïwan
  - Taipei (bureau de représentation et commerce)
- Thaïlande
  - Bangkok (ambassade)
- Timor oriental
  - Dili (ambassade)
- Turquie
  - Ankara (ambassade)
- Viêt Nam
  - Hanoï (ambassade)
  - Ho Chi Minh (consulat général)

## Europe
- Allemagne
  - Berlin (ambassade)
  - Hambourg (consulat général)
- Autriche
  - Vienne (ambassade)
- Belgique
  - Bruxelles (ambassade)
- Espagne
  - Madrid (ambassade)
- France
  - Paris (ambassade)
  - Nouméa (consulat général)
- Irlande
  - Dublin (ambassade)
- Italie
  - Rome (ambassade)
  - Milan (consulat général)
- Pays-Bas
  - La Haye (ambassade)
- Pologne
  - Varsovie (ambassade)
- Royaume-Uni
  - Londres (haute commission)
- Russie
  - Moscou (ambassade)
- Suède
  - Stockholm (ambassade)
- Suisse
  - Genève (consulat général)

## Océanie
- Australie
  - Canberra (haute commission)
  - Melbourne (consulat général)
  - Sydney (consulat général)
- Fidji
  - Suva (haute commission)
- Îles Cook
  - Rarotonga (haute commission)
- Kiribati
  - Tarawa-Sud (haute commission)
- Niue
  - Alofi (haute commission)
- Papouasie-Nouvelle-Guinée
  - Port Moresby (haute commission)
- Îles Salomon
  - Honiara (haute commission)
- Samoa
  - Apia (haute commission)
- Tonga
  - Nukuʻalofa (haute commission)
- Vanuatu
  - Port-Vila (haute commission)

## Organisations internationales
- Bruxelles  (Mission permanente auprès de l'Union européenne)
- Genève  (Mission permanente auprès de l'Organisation des Nations unies)
- New York (Mission permanente auprès de l'Organisation des Nations unies)
- Paris (Mission permanente auprès de l'UNESCO)
- Rome (Mission permanente auprès de l'Organisation des Nations unies pour l'alimentation et l'agriculture)
- Vienne (Mission permanente auprès de l'Organisation des Nations unies)

## Galerie

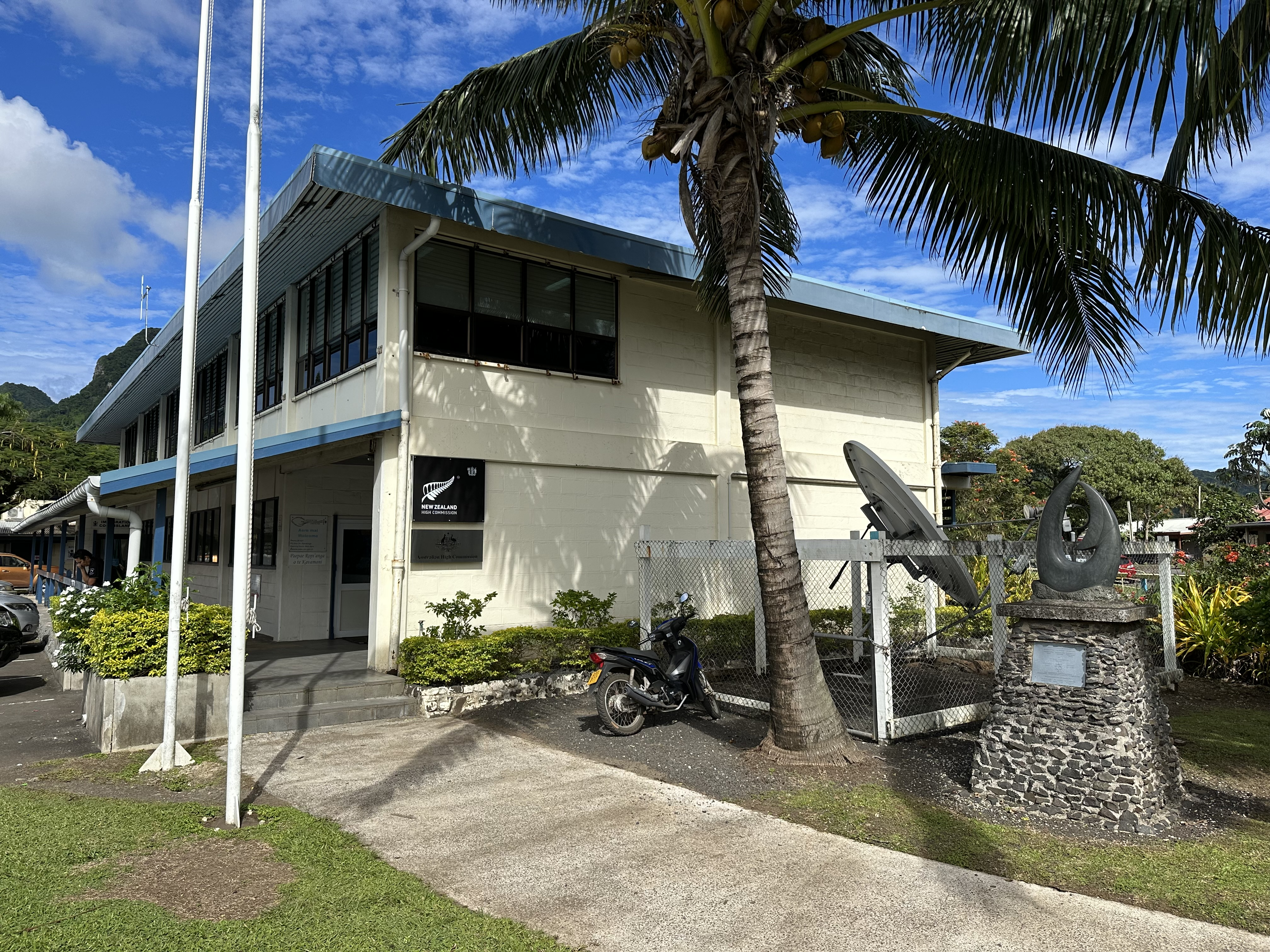
Haut-commissariat à Avarua
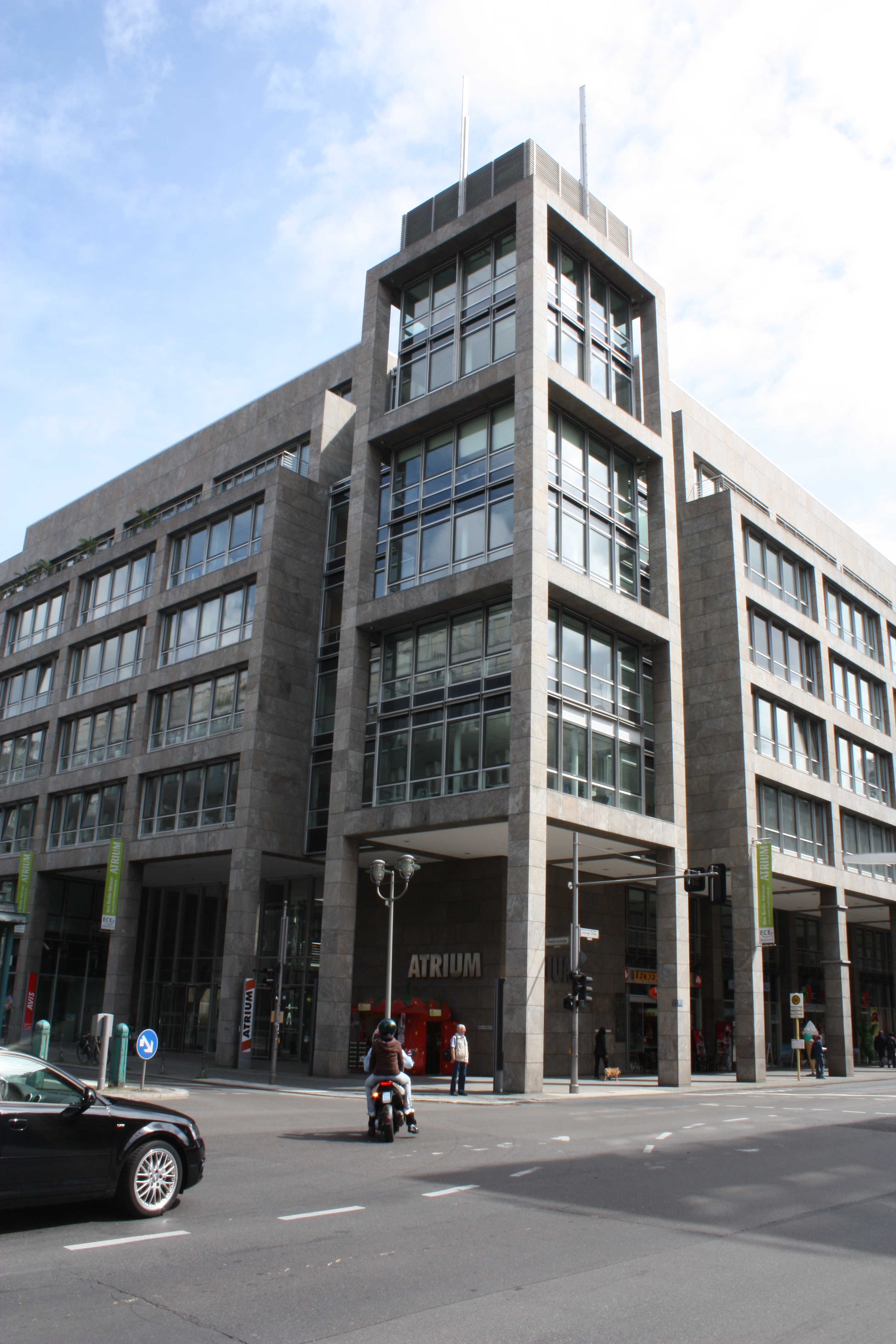
Bâtiment abritant l'ambassade à Berlin
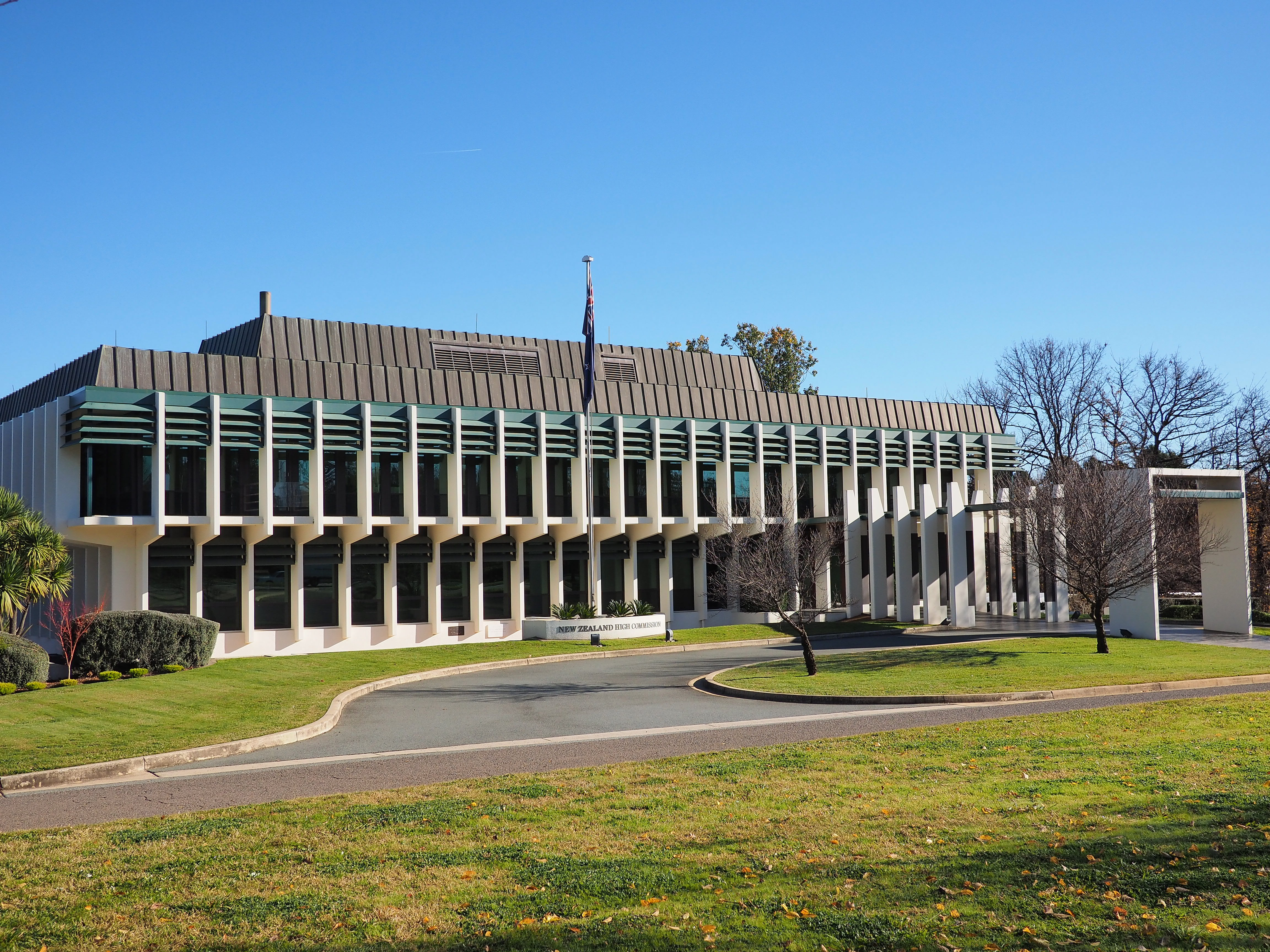
Haute commission à Canberra
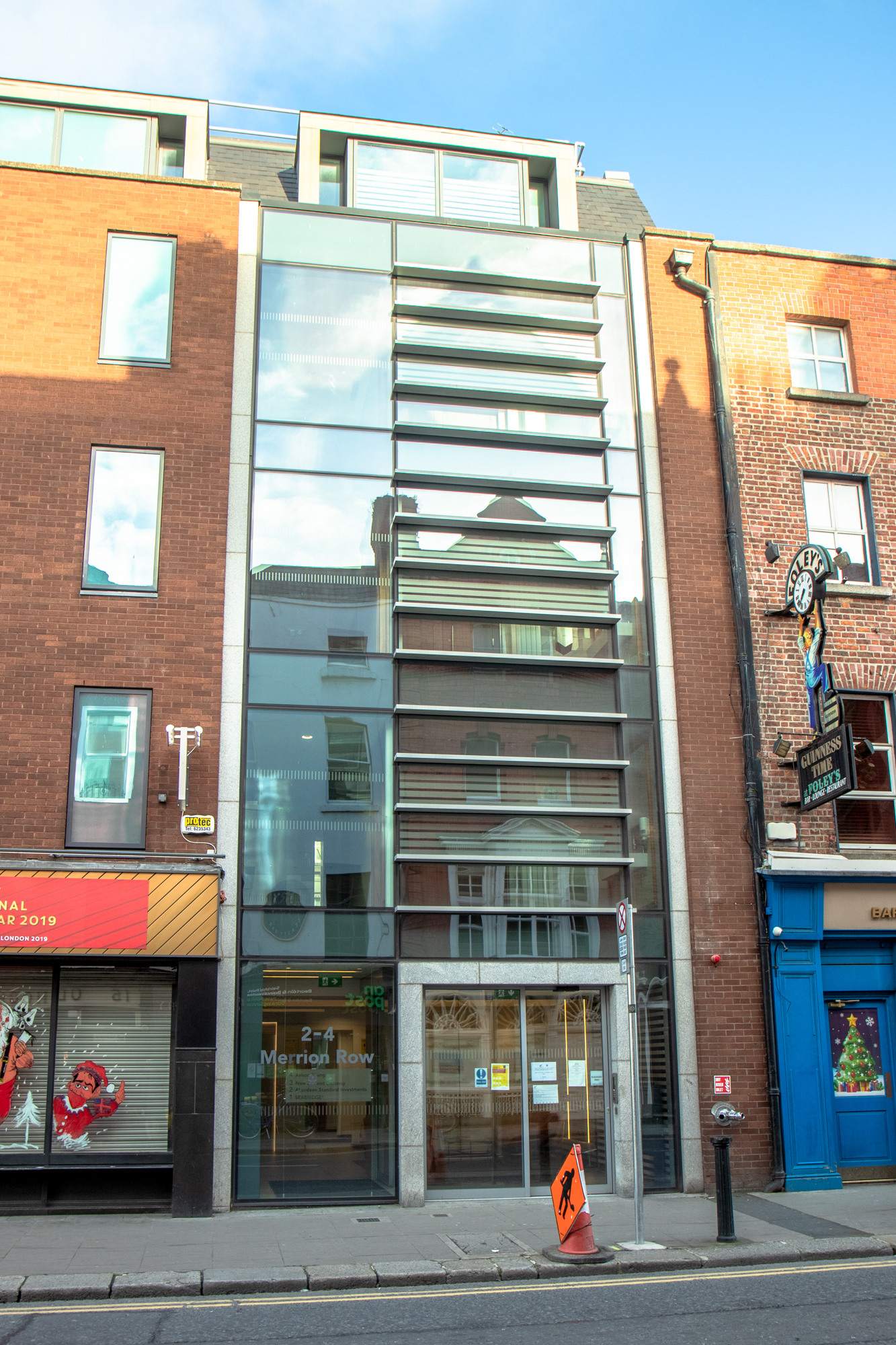
Ambassade à Dublin
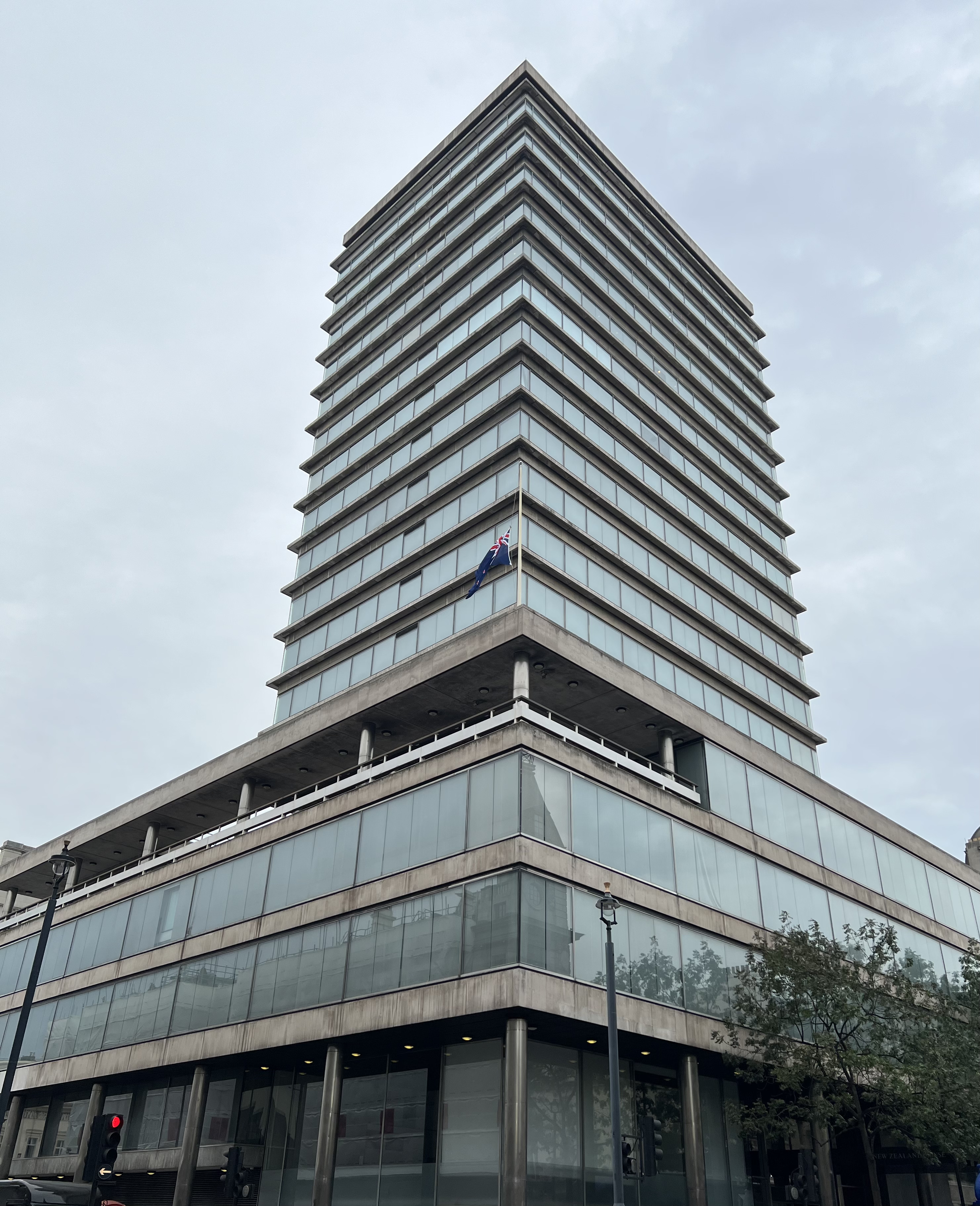
Haute commission à Londres
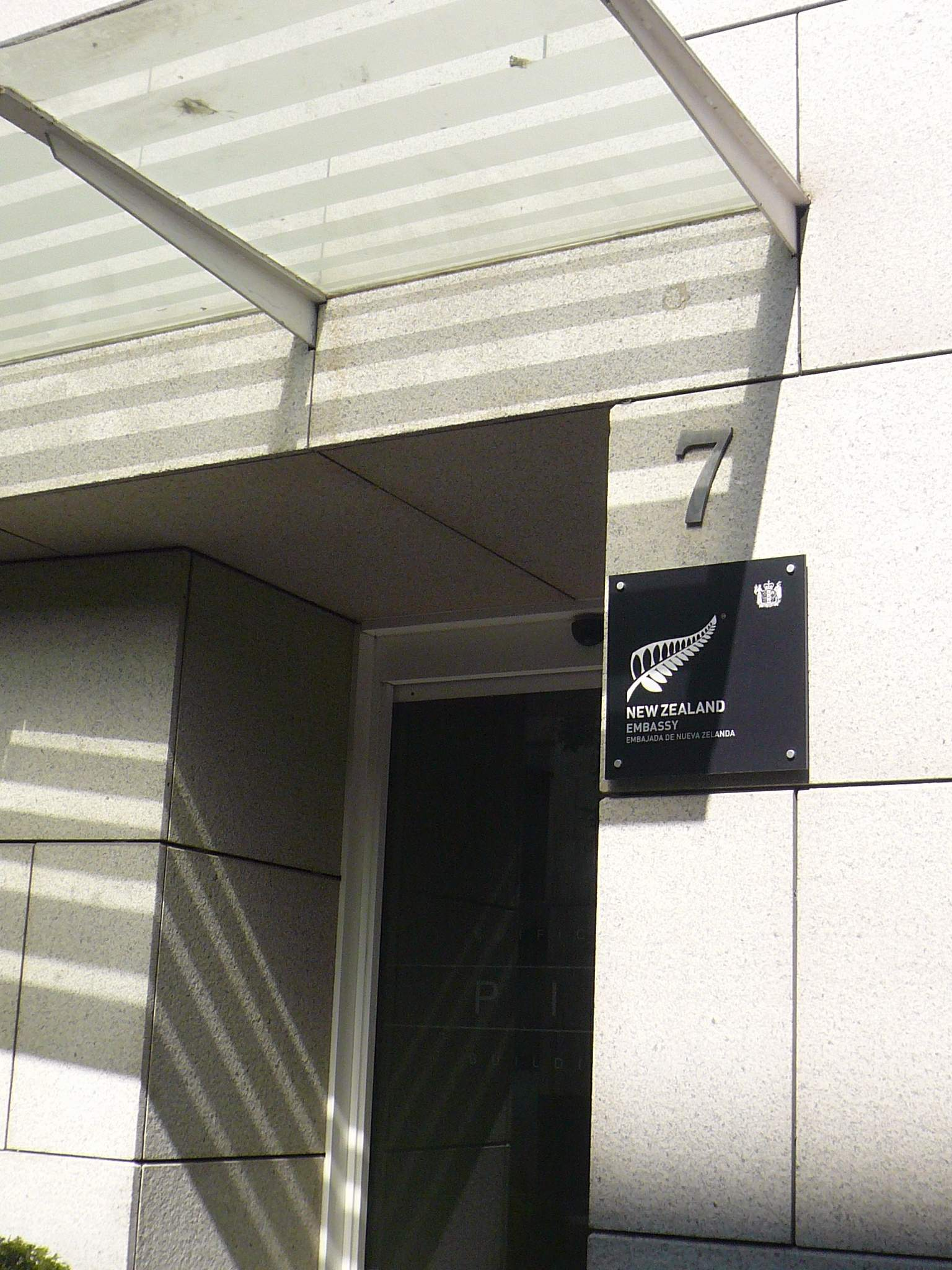
Ambassade à Madrid
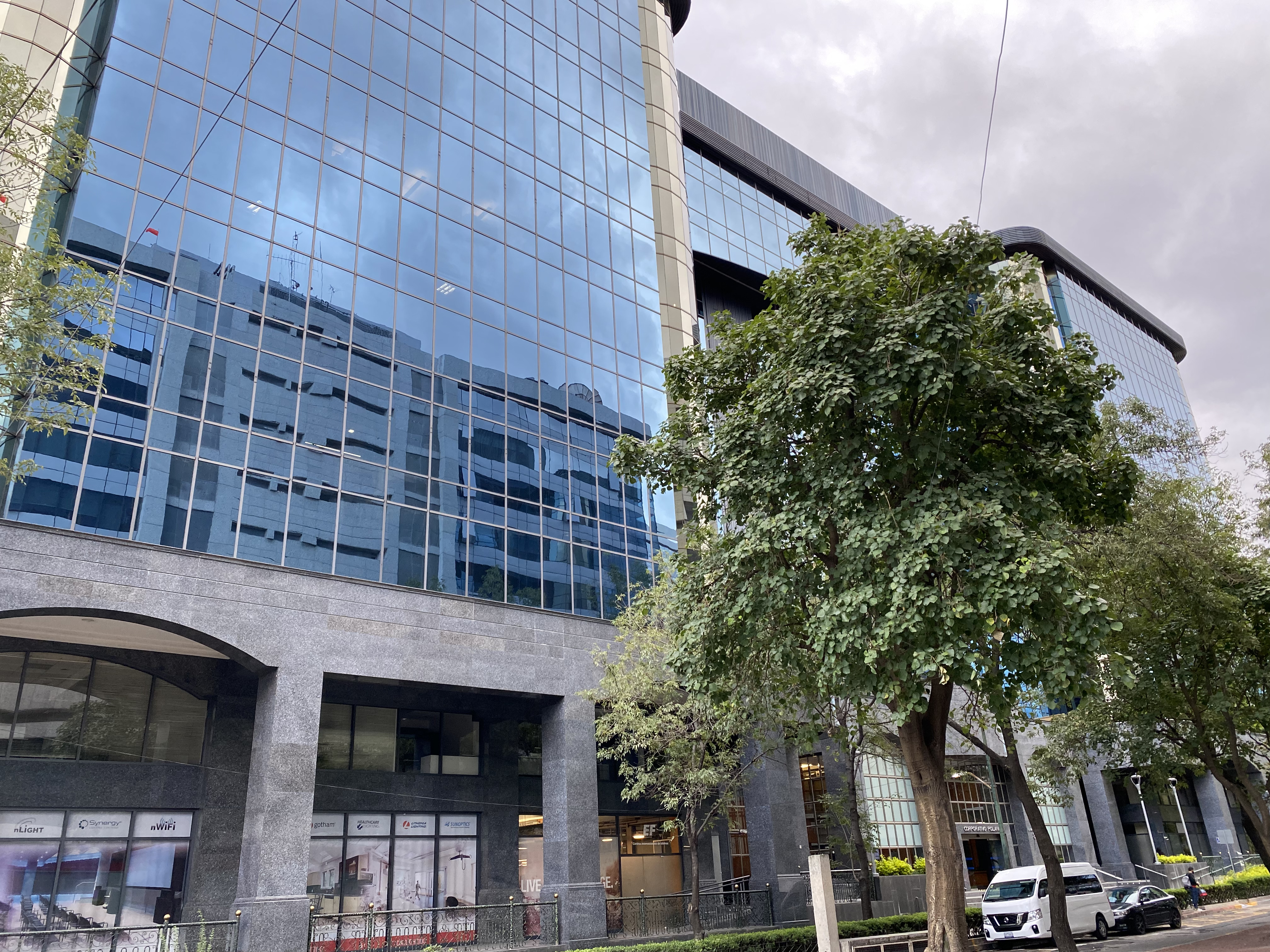
Bâtiment abritant l'ambassade à Mexico
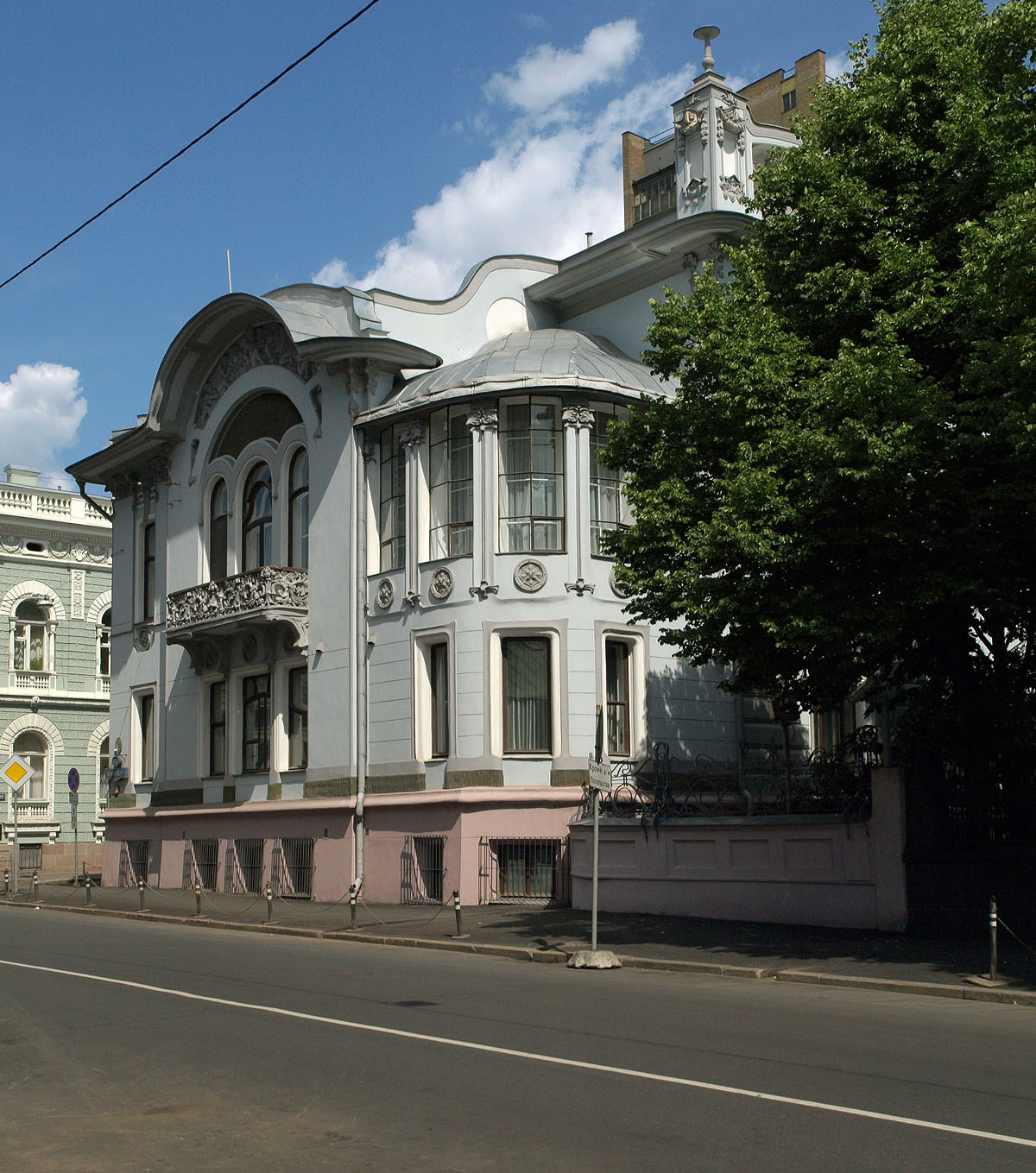
Ambassade à Moscou
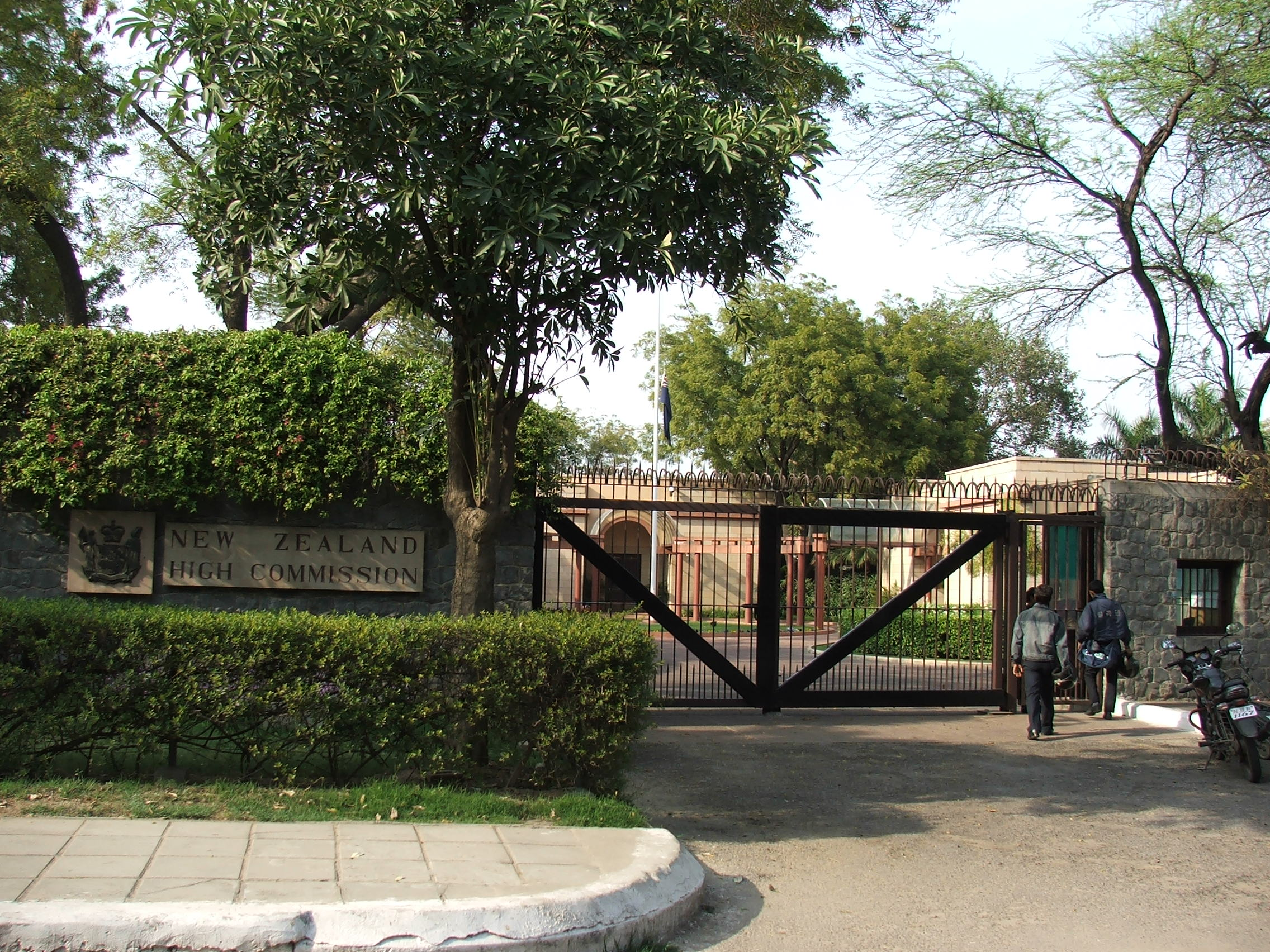
Haute commission à New Delhi
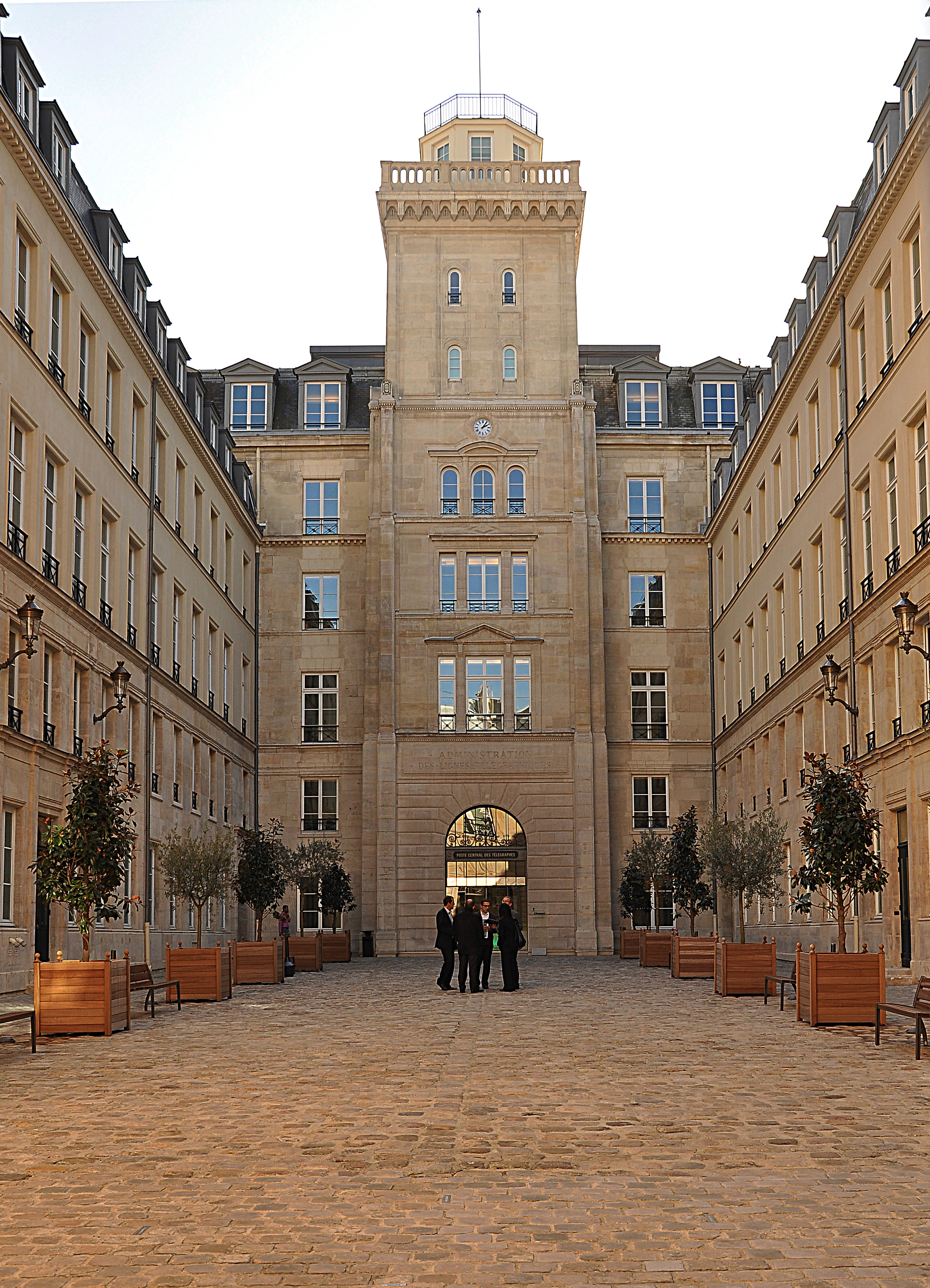
Ambassade à Paris
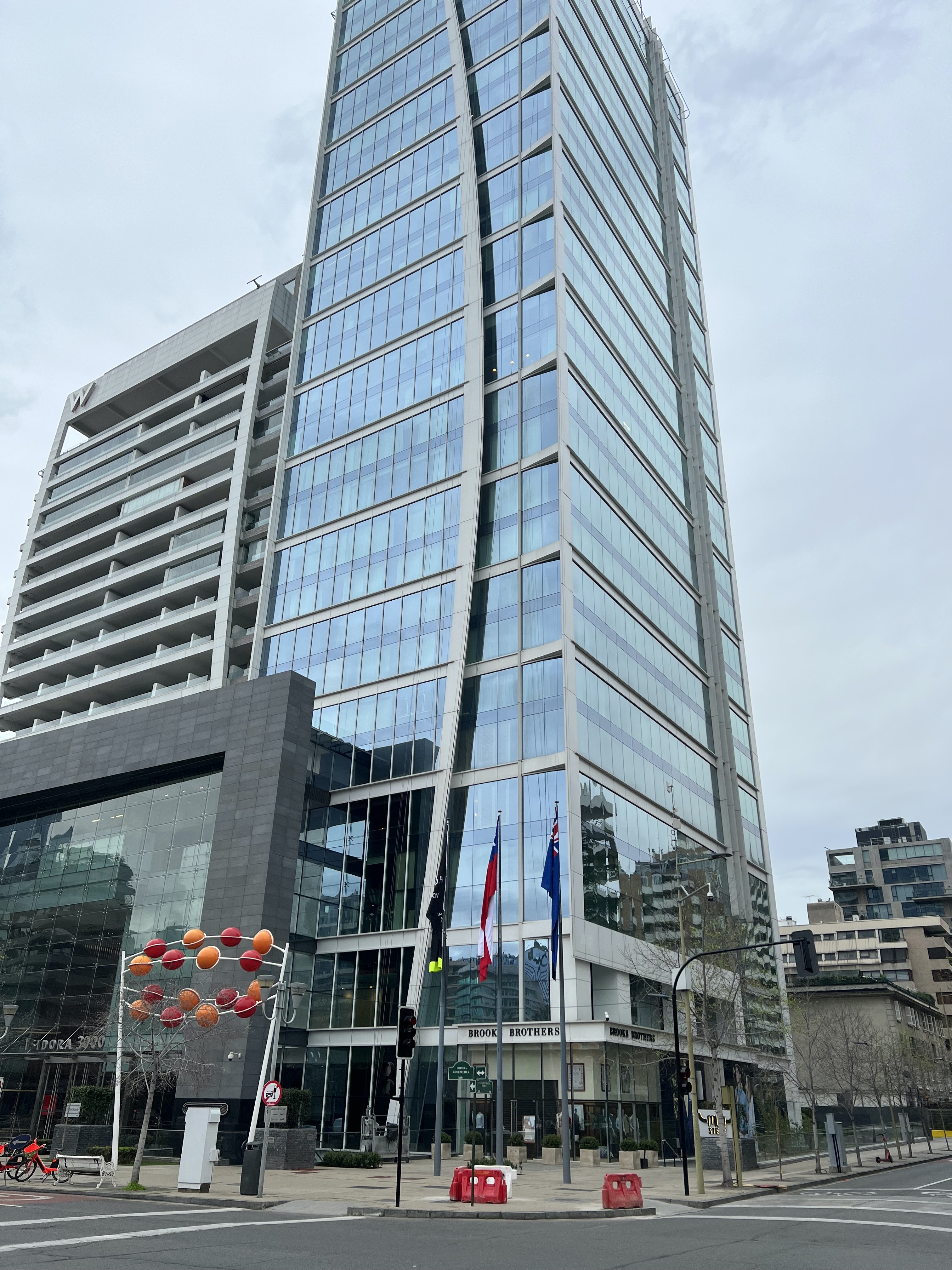
Bâtiment abritant l'ambassade à Santiago du Chili
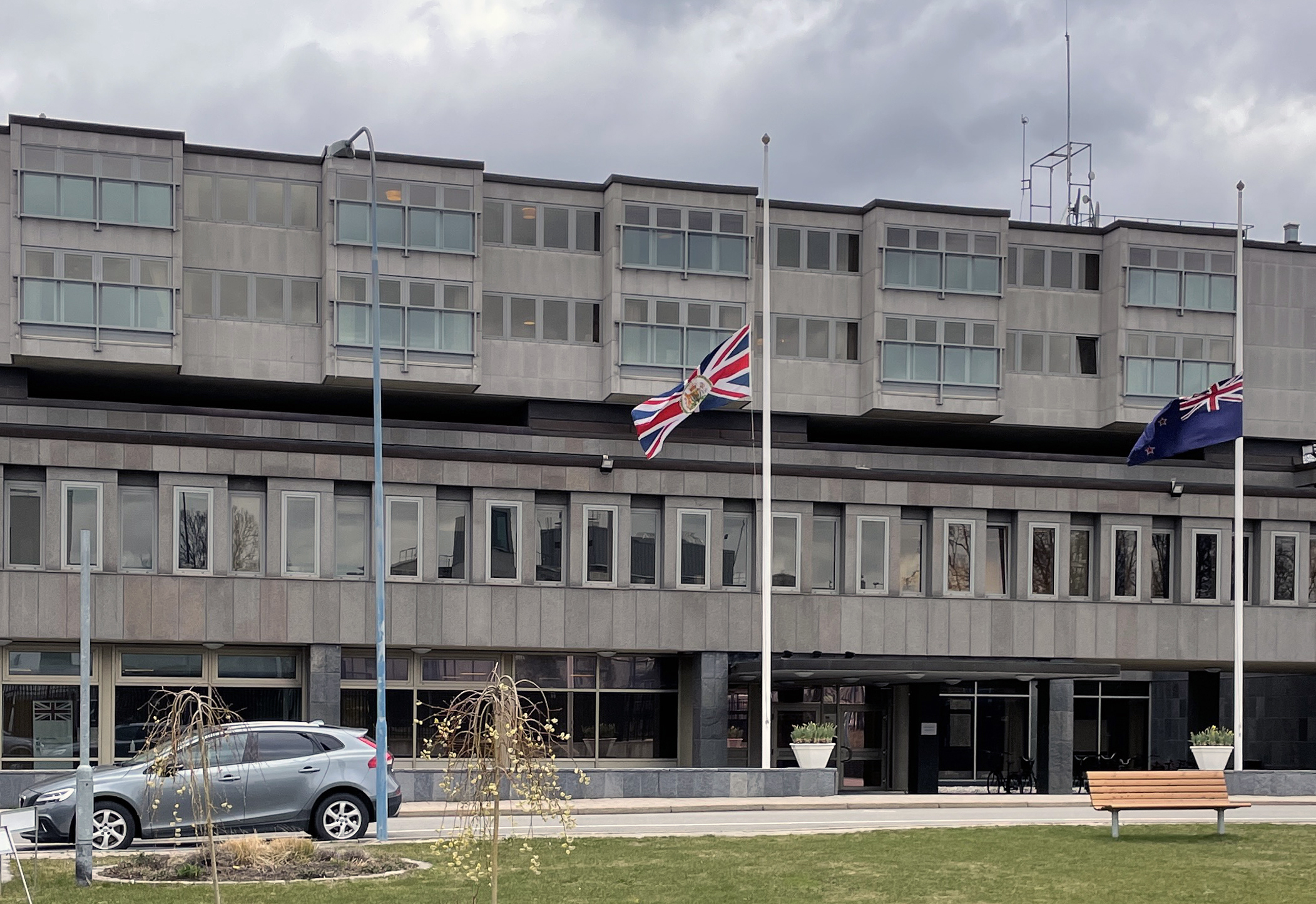
Ambassade à Stockholm
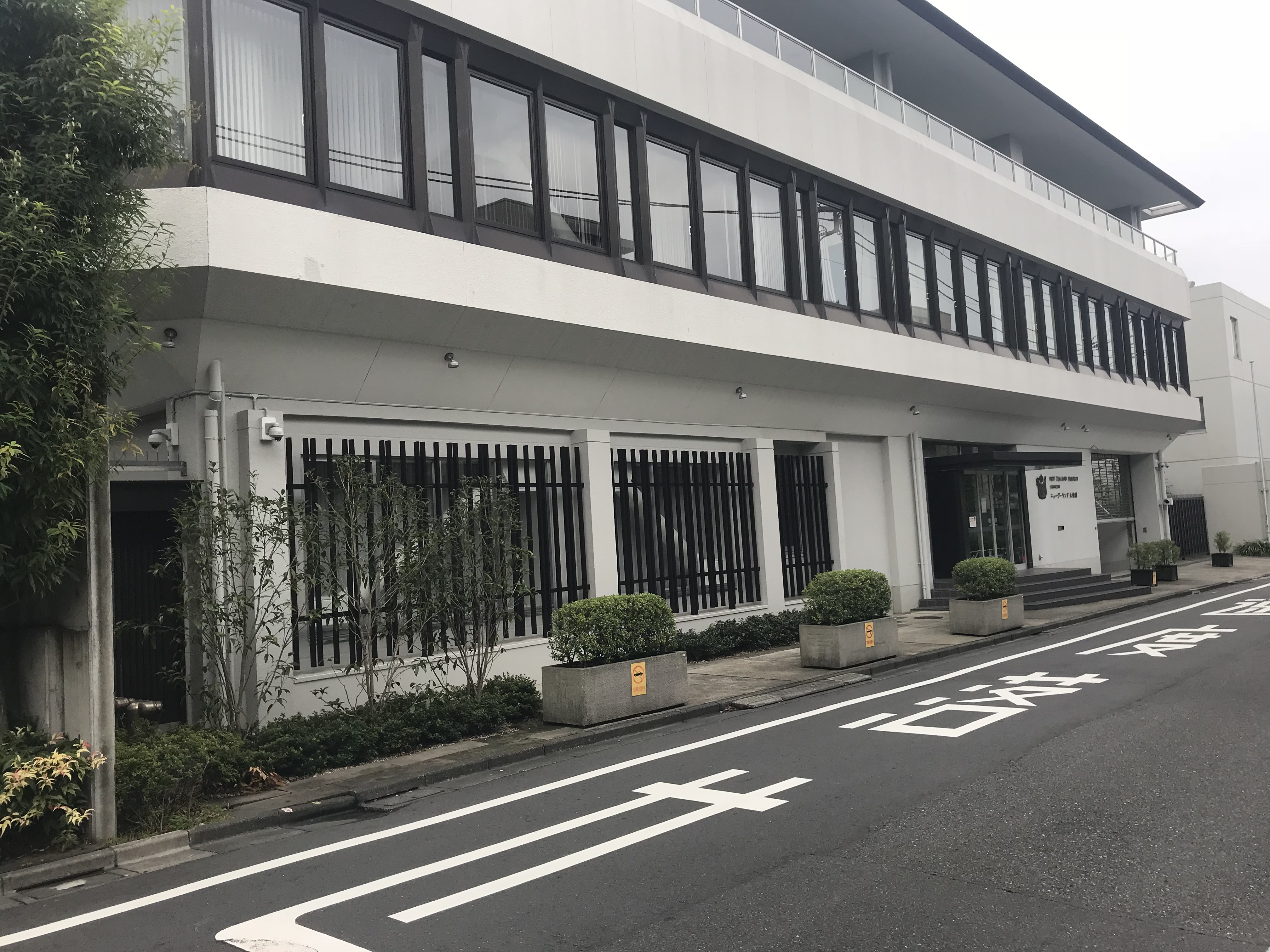
Ambassade à Tokyo
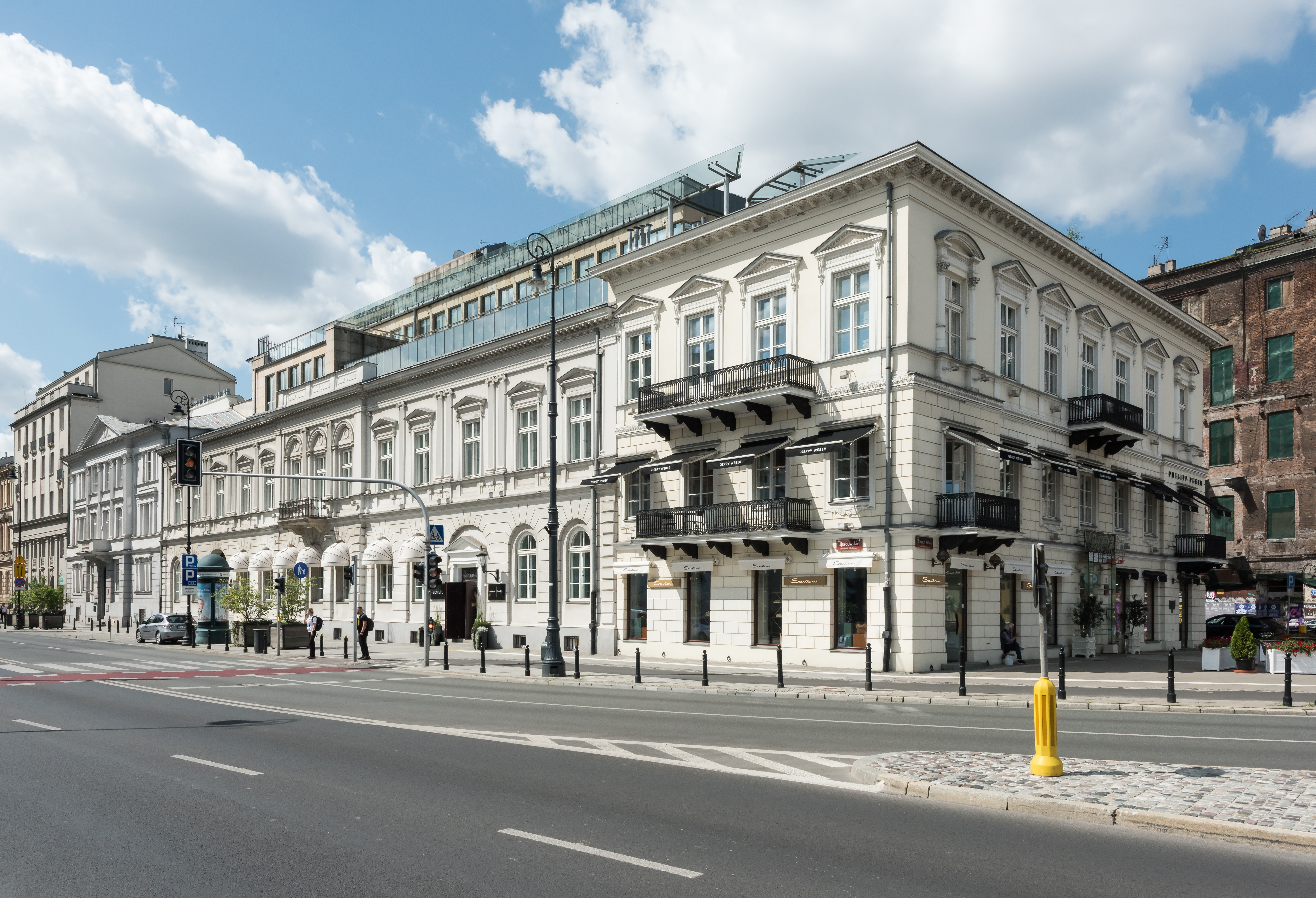
Ambassade à Varsovie
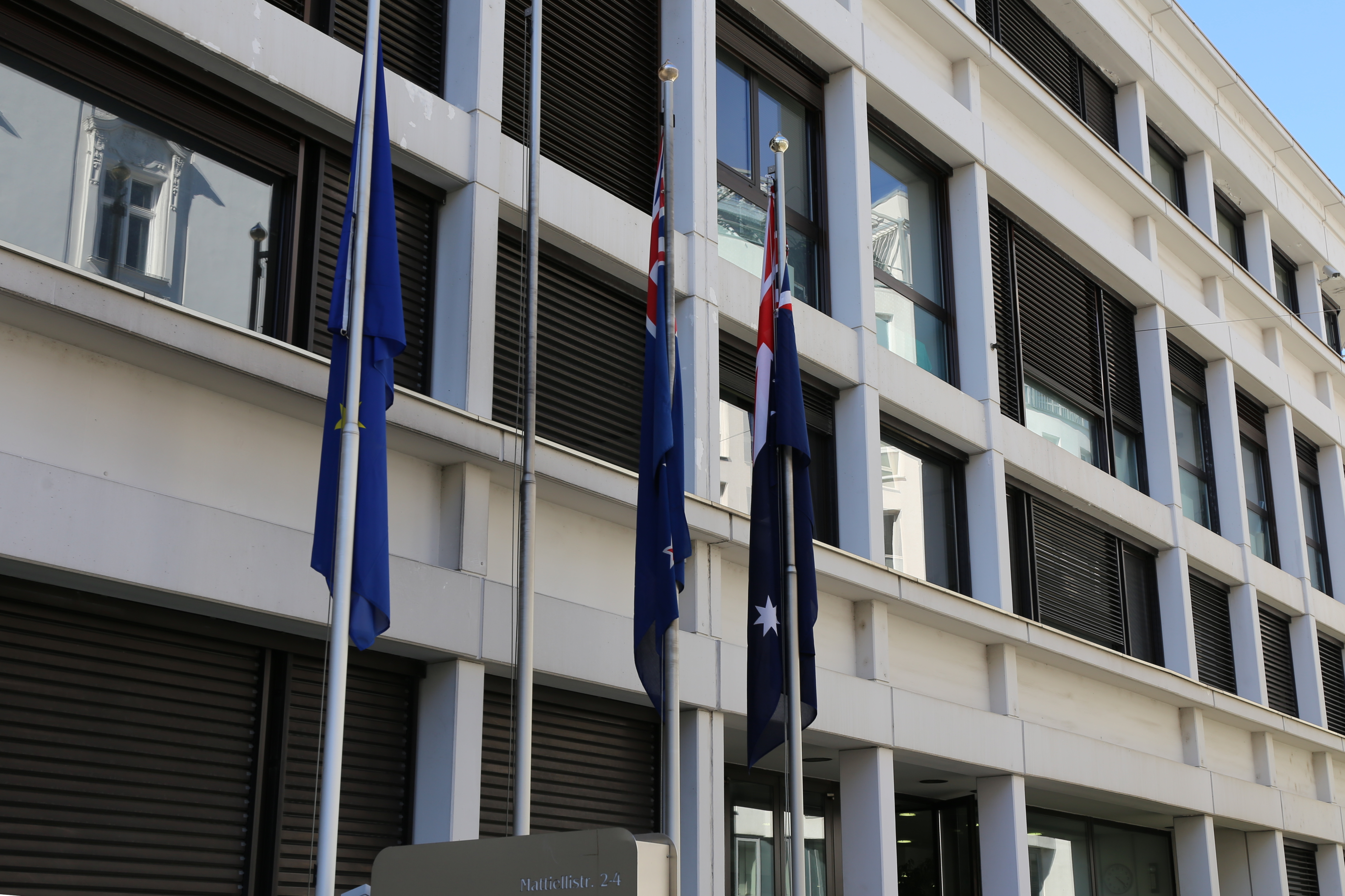
Ambassade à Vienne
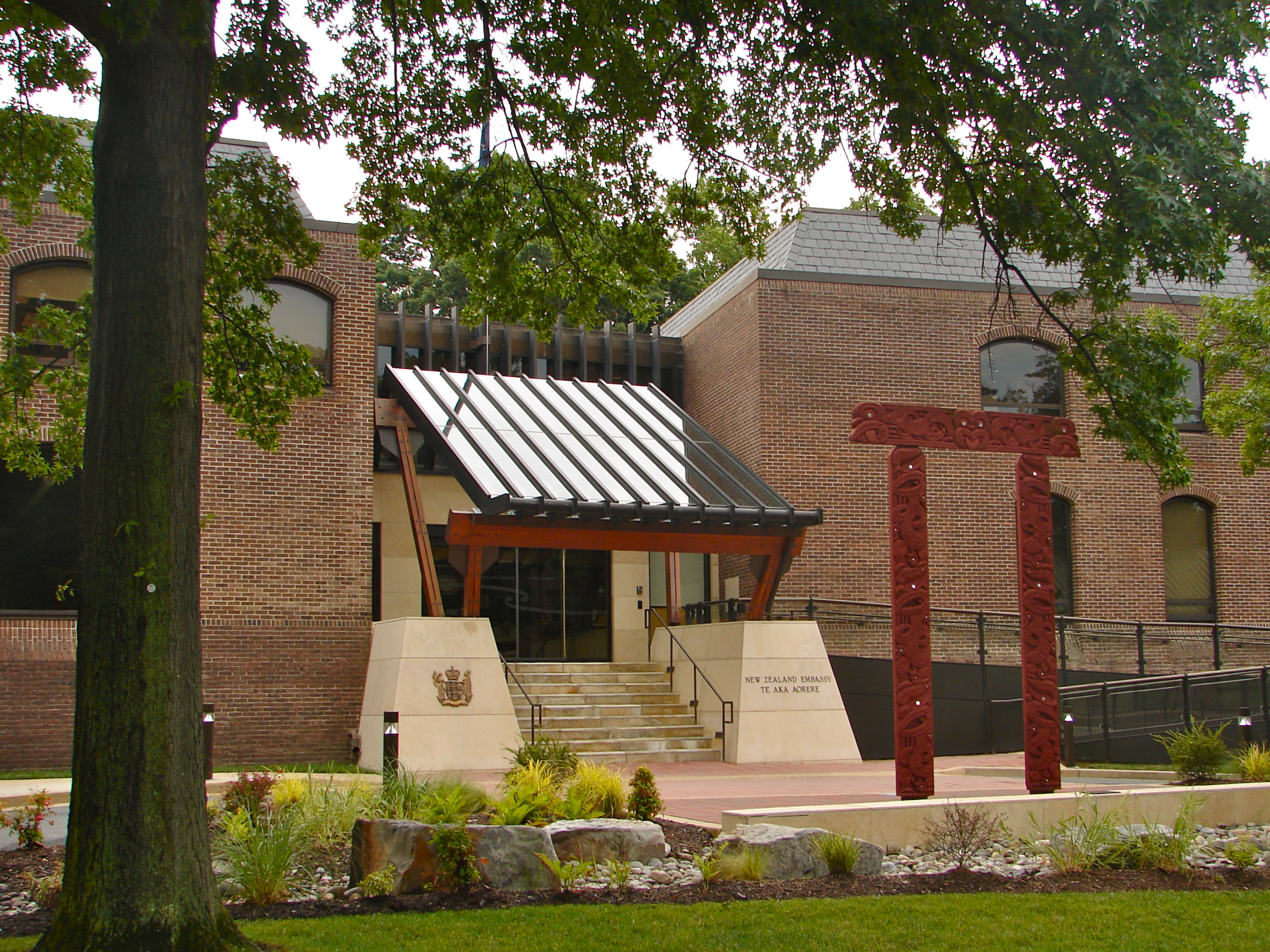
Ambassade à Washington

## Ambassades/représentants diplomatiques non résidentes
| - Afghanistan (Téhéran) - Albanie (Rome) - Andorre (Madrid) - Aruba (Brasilia) - Samoa américaines (Apia) - Arménie (Moscou) - Azerbaïdjan (Téhéran) - Bahreïn (Riyad) - Bosnie-Herzégovine (Rome) - Bangladesh (New Delhi) - Brunei (Kuala Lumpur) - Bahamas (Bridgetown) - Bhoutan (New Delhi) - Cameroun (Addis-Abeba) - République centrafricaine (Le Caire) - Danemark (Berlin) - République démocratique du Congo (Addis Ababa) - Dominique (Bridgetown) - Finlande (Stockholm) - Guam (Washington DC) - Guinée (Le Caire) - Guatemala (Mexico) - Guyana (Brasilia) - Grenade (Bridgetown) - Haïti (Bridgetown) - Honduras (Mexico) - Côte d'Ivoire (Le Caire) - Islande (London) - Irak (Riyad) - Jordanie (Riyad) - Kazakhstan (Moscou) - Kirghizistan (Téhéran) | - Laos (Bangkok) - Lettonie (Stockholm) - Libye (Le Caire) - Liban (Le Caire) - Mali (Le Caire) - Maldives (Singapour) - Maurice (Pretoria) - Maroc (Le Caire) - Niger (Le Caire) - Nigeria (Le Caire) - Nicaragua (Mexico) - Oman (Riyad) - Portugal (Paris) - Paraguay (Buenos Aires) - Panama (Mexico) - Rwanda (Addis-Abeba) - Sierra Leone (Le Caire) - Saint-Christophe-et-Niévès (Bridgetown) - Sao Tomé-et-Principe (Addis-Abeba) - Sénégal (Paris) - Sainte-Lucie (Bridgetown) - Syrie (Le Caire) - Sri Lanka (New Delhi) - Saint-Vincent-et-les-Grenadines (Bridgetown) - Turkménistan (Téhéran) - Tadjikistan (Téhéran) - Trinité-et-Tobago (Bridgetown) - Tunisie (Le Caire) - Ouzbékistan (Téhéran) - Yémen (Riyad) - Zimbabwe (Pretoria) - Zambie (Pretoria) |